# Hystrichopsylla ozeana
Hystrichopsylla ozeana är en loppart som beskrevs av Nakagawa et Sakaguti 1959. Hystrichopsylla ozeana ingår i släktet Hystrichopsylla och familjen mullvadsloppor. Inga underarter finns listade i Catalogue of Life.